# Loučeň
Loučeň é uma comuna checa localizada na região da Boêmia Central, distrito de Nymburk.